# Кафана Орач (Врачар)
Кафана „Орач“ на Врачару, отворена је 1948. године у кући у којој је пре тога била абаџијска радња. Налазила се на углу данашње Улице кнегиње Зорке и Булевара ослобођења. 
Спада у једну од тзв. легендарних чубурских кафана, које су свој процват доживеле почев од 1900. године, као што су: „Трандафиловић“, „Топлица“, „Савиначка касина“, „Задруга“, „Соколац“, „Млава“, „Табор“, „Kикевац“, „Kаленић“.
Једна је од више београдских кафана са овим називом. Најстарији „Орач“, власника Јордана Антоновића, отворен крајем 19. века и срушен 1960. године, налазио се на углу улица Жоржа Клеменсоа и Таковске.

## Промена власника
Године 2015. кафана „Орач“ на Чубури је затворена и пресељена у ресторан „Влтава“ у Макензијевој 81.
Заједно са ресторанима „Звезда“ („Велика астрономија“), „Мала Астрономија“ и другим, „Орач“ је припадао УП „Три грозда“.
После приватизације с почетком 2000-их, када је већина кафанских објеката променила намену, а неки су давани у закуп, „Орач“ је измештен у ресторан „Влтава“.

## Особености „Орача“
У „Орачу“ је постојао специфичан „роштиљ у сали“ где су гости могли да гледају како се спрема храна, као и расхладну витрину за месо, такође видљиву у сали ресторана.
„Орач“ је био прва београдска кафана која је у јеловник увела печење.
Дугогодишњи управник „Орача“ био је Драган Петковић, а међу гостима су били привредници, војна лица, професори, амбасадори, глумци, песници.